# Iris ruthenica
Iris ruthenica är en irisväxtart som beskrevs av Ker Gawl. Iris ruthenica ingår i släktet irisar, och familjen irisväxter.

## Underarter
Arten delas in i följande underarter:
- I. r. brevituba
- I. r. ruthenica

## Bildgalleri

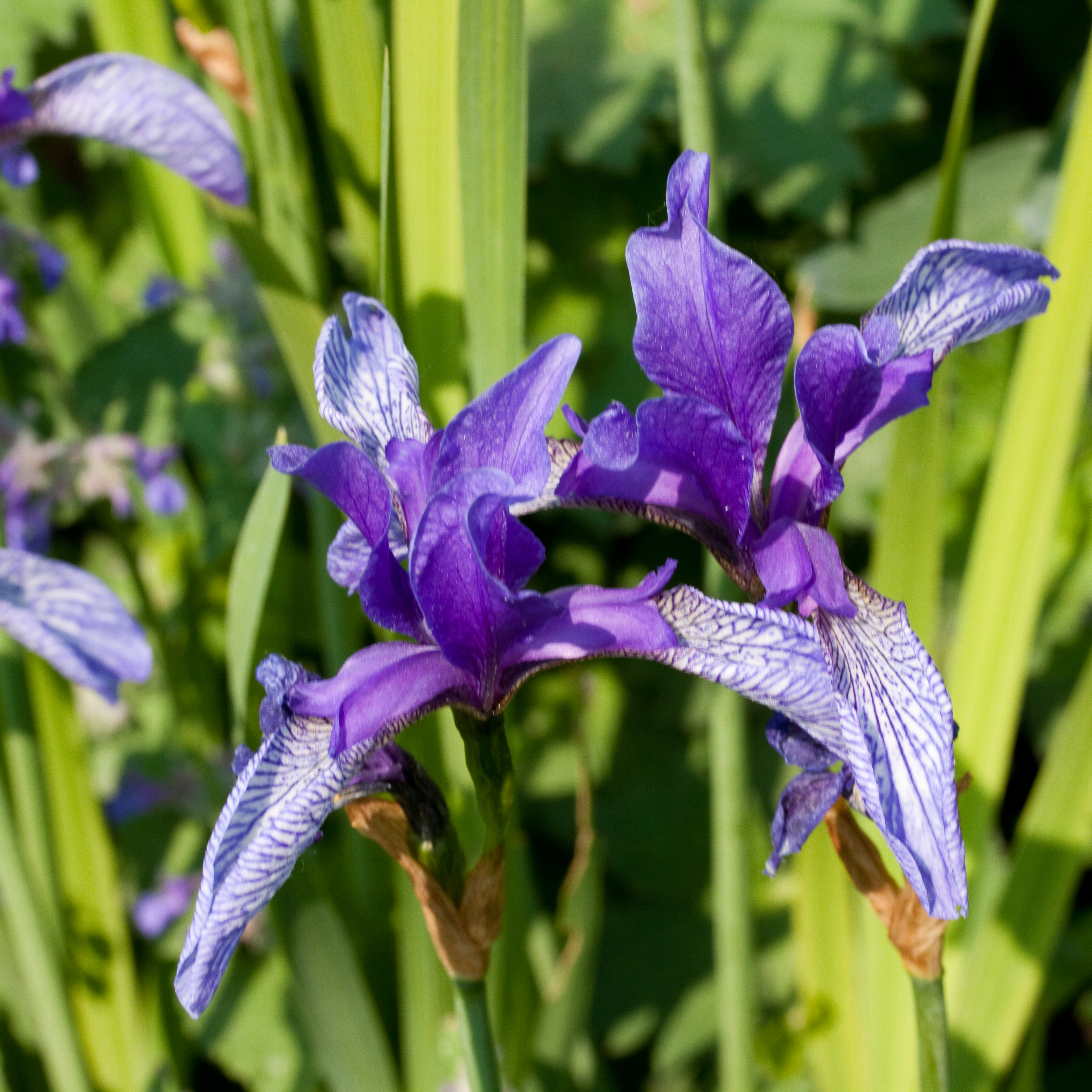
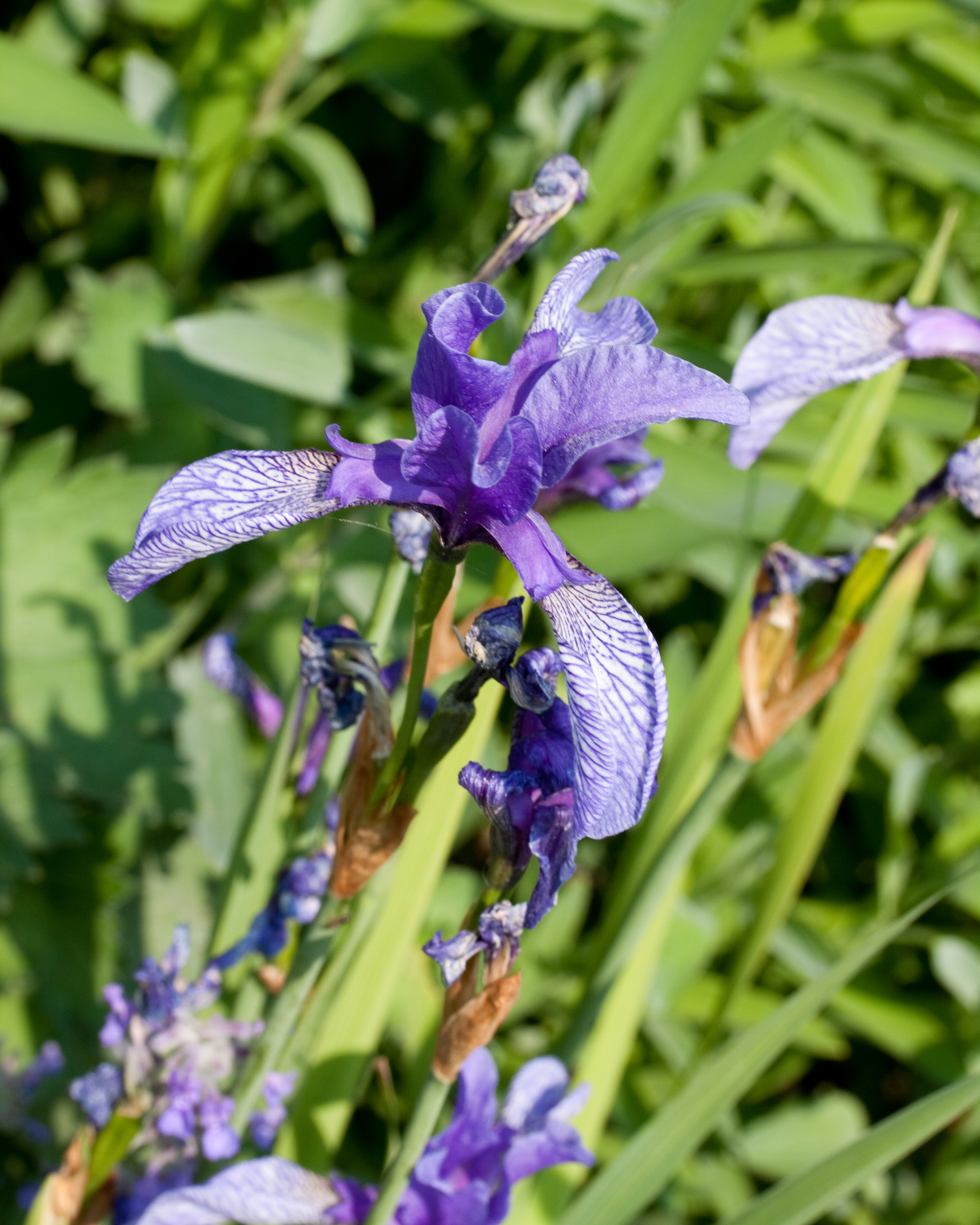
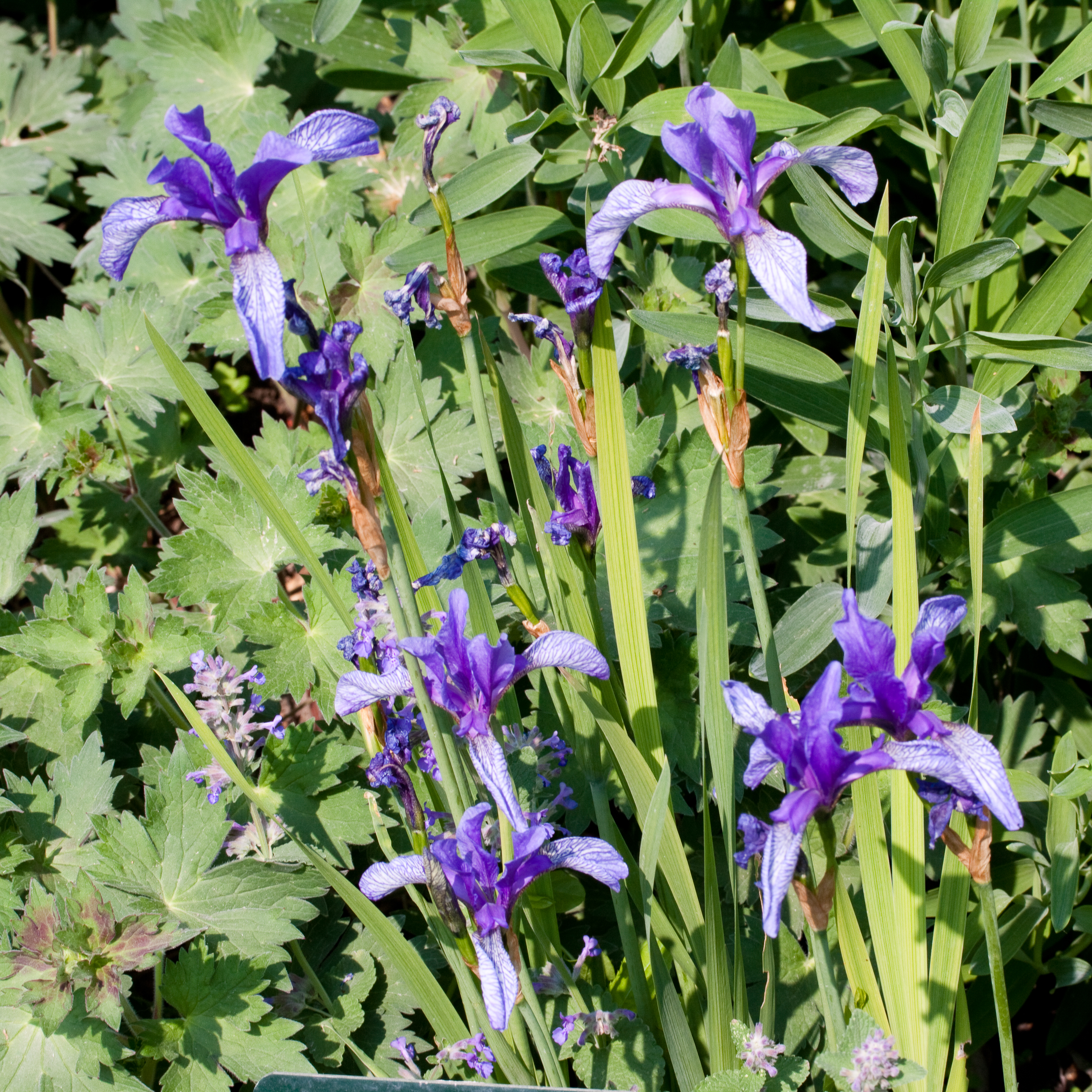